# Schwammbombe

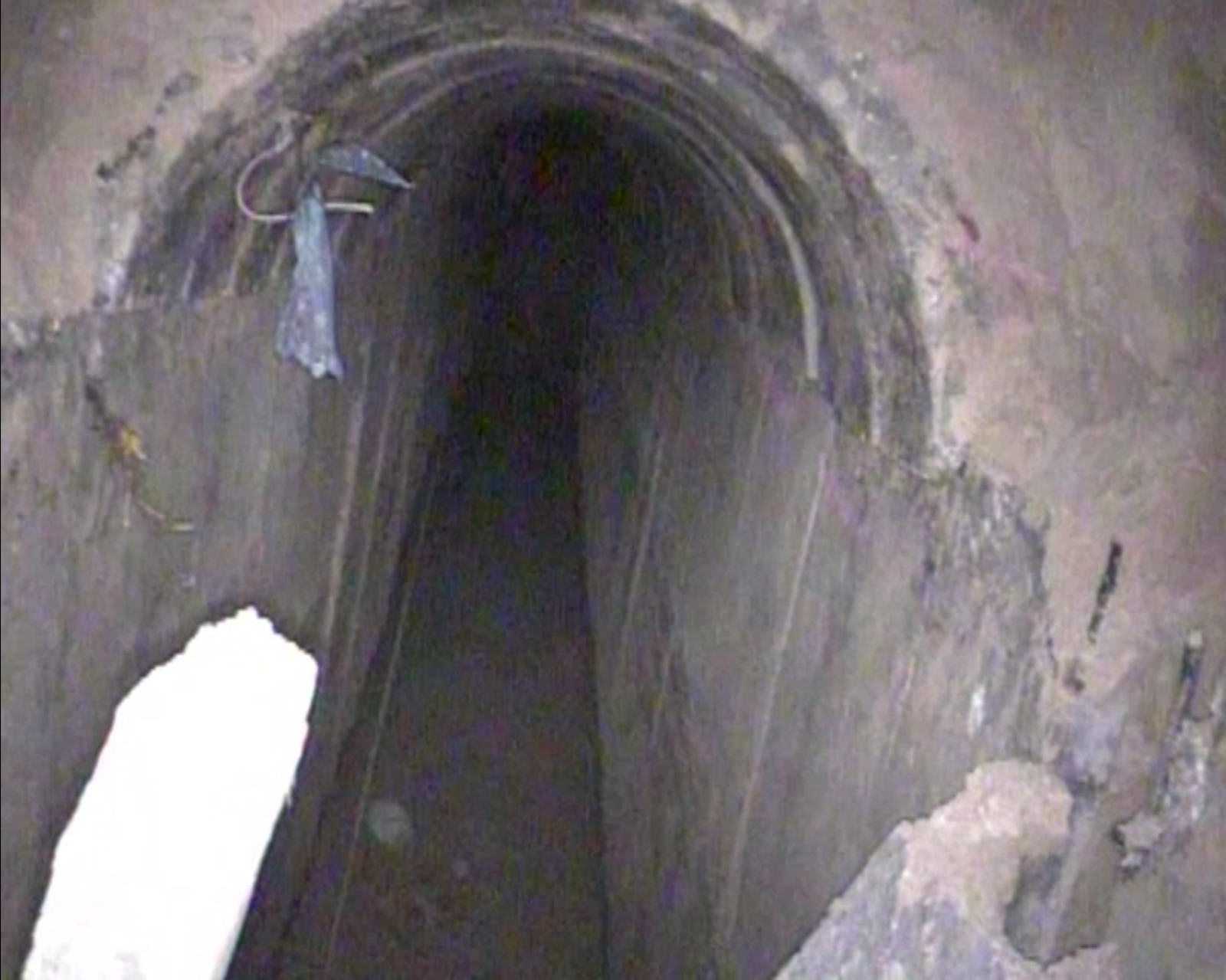
Entdeckter Tunnel in Gaza, 2017

Schwammbomben (englisch Sponge bombs; hebräisch פצצת ספוג bitsetsa tswog) enthalten keinen Sprengstoff, sondern dienen dazu, eine plötzliche Explosion eines bestimmten Schaums zu erzeugen, der sich schnell ausdehnt und dann aushärtet.
Sie wurden entwickelt, um Tunnelöffnungen des Tunnelsystem in Gaza („Gaza Metro“) zu blockieren. Diese Waffe wird  von israelischen Soldaten gegen Hamas-Terroristen im Kampf nach den Terrorangriffs der Hamas auf Israel 2023 eingesetzt.
Das israelische Militär IDF hat den Einsatz von Schwammbomben bereits 2021 in einem Übungsgebiet im Kibbuz Tze'Elim getestet, wo eigens Tunnel für die Übung gebaut wurden. Die Schwammbomben bestehen aus einem Plastikbehälter, der in zwei Fächer mit zwei verschiedenen Flüssigkeiten unterteilt ist, und einem Metallteil als Trenner, das unmittelbar vor dem Gebrauch entfernt werden muss. Durch die chemische Reaktion entwickelt sich der Schaum schnell und härtet dann aus. Die Schwammbomben werden von speziell ausgebildeten Soldaten eingesetzt, da ihr Einsatz nicht ungefährlich ist.
So gibt es beispielsweise die Spezialeinheit Jahalom (deutsch Diamant, Einheit 5528), die auf das Aufspüren und Zerstören von Tunneln spezialisiert ist, zu der ihre Spezialeinheiten Samur (deutsch Wiesel) und Sayfan (deutsch Gladiole) gehören. Samur ist auf die Kriegsführung in Tunneln und anderen unterirdischen Militäreinrichtungen spezialisiert und verfügt über alle Mittel, um die Tunnel auch zu zerstören. Die genauen Details dieser Einsätze sind geheim. Sayfan ist auf urbane und unkonventionelle Kriegsführung spezialisiert, und die IDF verfügen auch über Oketz (deutsch Stachel), eine Spezialeinheit, die mit im Tunnelkampf ausgebildeten Hunden arbeitet. Diese Einheiten verfügen auch über technologische Ausrüstung wie Roboter, die die Arbeit der Soldaten weniger gefährlich machen.